# Общество собственности и свободы
Общество собственности и свободы (англ. Property and Freedom Society) — австро-либертарианская общественная организация, расположенная в Бодруме, Турция. Основана в мае 2006 года под руководством Ханса-Хермана Хоппе, экономиста Австрийской школы и либертарианского теоретика. PFS позиционирует себя как более радикальную праволибертарианскую альтернативу свободно-рыночному Обществу «Мон Пелерин», которое PFS идентифицирует как принадлежащее к «этатистскому мейнстриму».
PFS проводит ежегодные конференции, по словам Хоппе, «свободные от политкорректности», на которых либертарианские, палеолибертарианские и палеоконсервативные учёные и деятели выступают с речами и обмениваются идеями. В большинстве своём PFS и её спикеры отстаивают и продвигают идеи прав частной собственности, свободной торговли, антиэмпиризма, антимилитаризма, антиимпериализма, антиэгалитаризма и права на частную дискриминацию.

## Миссия
В пятую годовщину создания PFS Хоппе размышлял о её целях:
Основываясь на этом понимании, Общество собственности и свободы должно было преследовать двоякую цель.
С одной стороны — позитивную: объяснять и освещать правовые, экономические, когнитивные и культурные потребности и особенности свободного, безгосударственного естественного порядка.

С другой стороны — негативную: разоблачать государство и демонстрировать, чем оно является на самом деле: организацией, управляемой бандами убийц, грабителей и воров, окруженных палачами-добровольцами, пропагандистами, подхалимами, мошенниками, лжецами, клоунами, шарлатанами, простофилями и полезными идиотами — иными словами, институтом, который пачкает и оскверняет все, к чему прикасается.

## Ежегодные конференции
Конференции проводятся ежегодно с 2006 года в Бодруме, Турция. Десятая конференция состоялась в сентябре 2015 года. С 2013 года они проводятся в сентябре.
Ежегодная встреча PFS прямо направлена на продвижение частной дискриминации как логического выбора, утверждающего индивидуальную ответственность — привлекая растущую поддержку со стороны интеллектуалов и предпринимателей со всего мира благодаря их предполагаемому осознанию того, что между дискриминацией и выбором нет практической разницы. Помимо официальных заседаний конференций, проводятся комплексные мероприятия, такие как прогулка на лодке по Эгейскому морю, экскурсии в местные рыбацкие деревни и фейерверки с последующими гала-вечерами. Эволюция характера конференций была описана в докладе об истории Общества собственности и свободы в 2015 году на 10-й юбилейной встрече.

## Записи собраний
Записи всех выступлений и лекций доступны на официальной ютуб-канале PFS.
Также Шон Гэбб, один из участников и спикеров PFS, подготовил собрание записей некоторых собраний Общества собственности и свободы.